# 괴르데 전투
괴르데 전투는 제6차 대프랑스 동맹 전쟁의 전투 중 하나로, 1813년 9월 16일 오늘날 독일의 괴르데(Göhrde)에서 프랑스군과 연합군 사이에서 벌어졌다. 프랑스군은 이 전투에서 패하여 함부르크로 퇴각하였다.

## 장소
이 전투는 오늘날 뤼네부르크(Lüneburg) 근처 단넨부르크(Dannenburg)에 있는 괴르데 국유림(Staatsforst Göhrde) 근교에서 벌어졌다. 전투가 벌어진 이 지역은 1803년부터 프랑스가 점령한 브라운슈바이크-뤼네부르크(Braunschweig-Lüneburg) 하노버 선제후국(Hanover)에 속해 있었다. 전장은 오늘날의 올덴도르프안데어괴르데(Oldendorf an der Göhrde)와 괴르데 사이에 있는 뤼네부르크와 뤼초프-다넨베르크(Lüchow-Dannenberg) 경계지역에 위치해 있다.

## 배경
1813년 봄 프리드리히 카를 폰 테텐보른(Friedrich Karl von Tettenborn) 휘하의 러시아군은 프랑스군을 함부르크와 하노버 북부지역에서 몰아내려고 했다. 프로이센 왕국이 프랑스에 대항해 전쟁에 참여함에 따라 하노버의 동부 지역 역시 나폴레옹에게 저항해 일어났다. 발모덴(Wallmoden)이 엘베강 하류지역에서 동맹군의 총 지휘권을 인계 받았다. 러시아 독일 군단(Russian German legion), 뤼초프 자유군단(Lützow Free Corps), 한자 동맹 군단(Hanseatic Legion), 조지 왕 군단(King's German Legion)의 일부를 포함한 프로이센, 러시아, 영국, 하노버, 함부르크, 메클렌부르크(Mecklenburg), 스웨덴 연합군이 루트비히 폰 발모덴김보른(Ludwig von Wallmoden-Gimborn)의 지휘하에 움직이기 시작했다.
뤼초프에서 온 자유 군단은 엘베 강의 남쪽에 있는 메클렌부르크 근처의 프랑스군의 보급선과 보급고를 공격하였다. 다부 원수(marshal Davout) 휘하의 프랑스군 3군단은 이때까지 발몽덴 휘하 부대의 움직임을 경계하며 이에 대응해야 했기 때문에 수동적인 위치에 처할 수밖에 없었다. 소규모 교전을 벌이는 연합군의 움직임에 대항하기 위해 다부 원수는 페쉐(Pécheux) 장군에게 제50 보병 연대의 일부를 이끌고 엘부페르(Elbufer) 서부로 이동하여 그곳의 병력과 합류한 후 3천의 병력을 이끌고 뤼네부르크로 출발하도록 하였다. 페쉐는 임무를 마친 후 마그데부르크(Magdeburg)에 있는 프랑스군과 합류하도록 명령을 받았다. 발몽덴은 9월 15일 12,300명의 휘하 병력을 이끌고 엘베 강을 건너 도미츠(Dömitz)로 진군하며 프랑스군을 목표로 이동하여 단넨베르크(Dannenberg)에 막사를 설치하였다.

## 전투과정
페쉐 휘하의 프랑스군 부대는 동맹군을 공격할 계획을 세웠다. 1813년 9월 16일 이른 오후에 프랑스군은 나흐렌도르프(Nahrendorf)에 있는 스테인케르 호헨(Steinker Höhen 스테인케르 고지대)에 도착하였고, 연합군에 싸움을 걸었다. 발몽덴의 부대는 조금 늦게 전장에 도착하였고, 별로 협조가 안되는 상태였던 프랑스군을 공격하였다. 이 한 번의 공격으로 프랑스군의 공격은 격퇴 당했고 휴 할켓(Hugh Halkett)의 하노버 연대는 프랑스군으로 하여금 저녁때까지 퇴각하게 만들었다.

## 결과
이 전투는 독일을 지키던 프랑스군을 상대로 연합군이 얻은 최초의 승리이다. 이와 동시에 연합군은 함부르크에 사령부를 둔 다부 원수 휘하의 제3 군단과 작센에 머무르고 있던 나폴레옹의 본대와의 연락을 교란하고 프랑스에서 하노버를 거쳐 마그데부르크와 베를린으로 이어지는 프랑스군의 보급선을 방해할 수 있게 되었다. 이는 얼마 안 있어 라이프치히 전투(Battle of Leipzig)에서 결정적인 결과를 야기한다.

## 기념비들

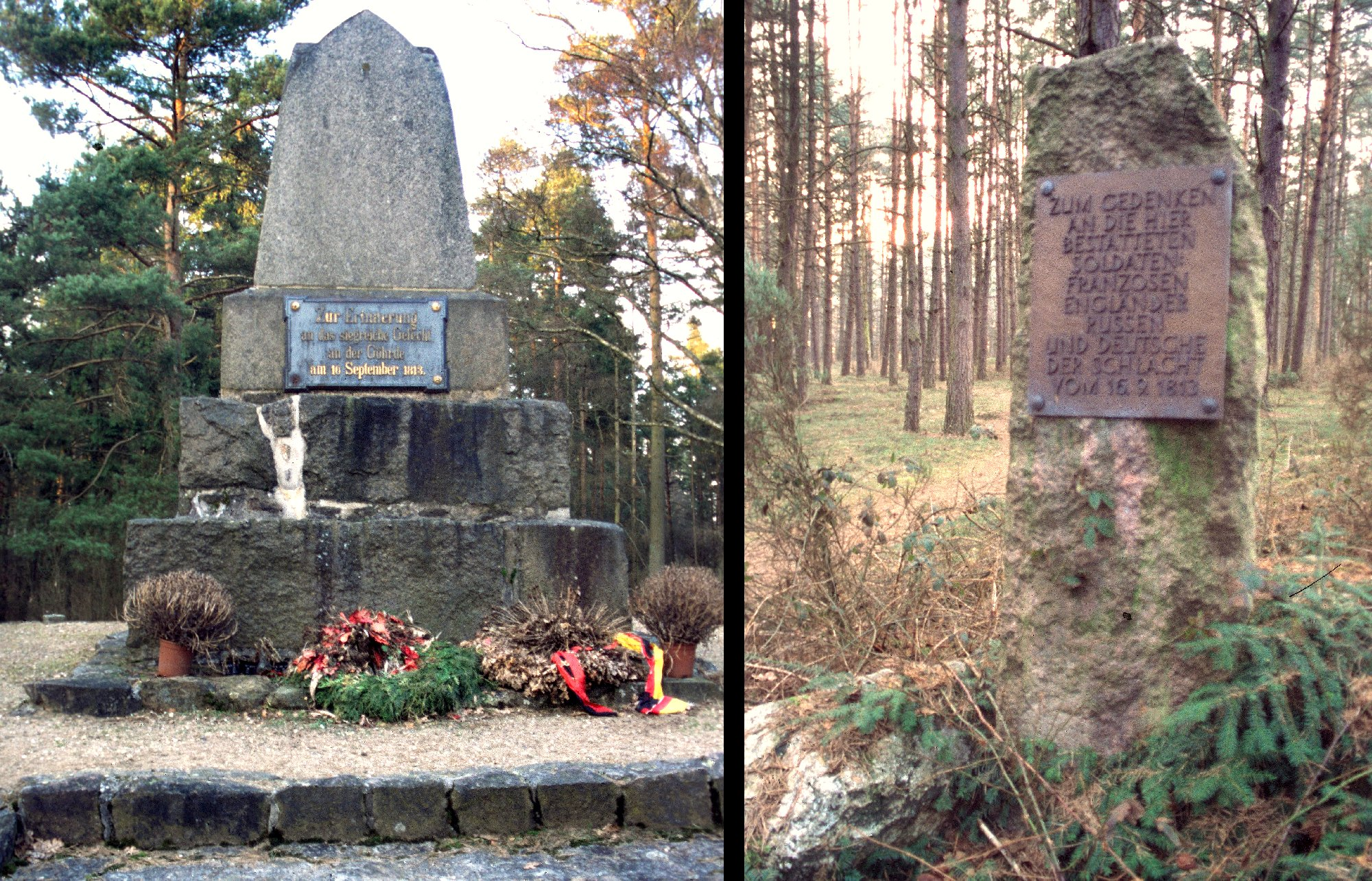
기념비

1839년 이 전투를 기념하기 위해 거대한 석비가 리히퉁 단너베르크(Richtung Dannenberg)에 있는 올덴도르프의 뒤쪽 약 2km 정도 떨어진 분데슈트라세 216(Bundesstraße 216)의 북쪽에 오늘날에도 자리하고 있다.
양군 합쳐 1,000명에 달하는 전사자가 숲에 매장되었으며, 이들의 거대한 무덤이 기념비가 있는 곳에서 약 100m 떨어진 곳에 위치하고 있다. 이 무덤은 1985년 재발견 되었다.
루돌프 폰 베니히센(Rudolf von Bennigsen)의 아버지 카를 폰 베니히센(Karl von Bennigsen)은 이 전투에 부관으로서 참여했다. 자유의 투사로 유명한 엘로노아르 프로챠스카(Eleonore Prochaska)는 남자로 변장하고 뤼초프 자유군단에 합류하여 전투에 참여하였다. 전투 와중에 그녀는 부상을 입었고, 얼마 안 있어 단네베르크의 병원에서 부상으로 인해 사망하고 만다. 전투가 어떤 식으로 진행되었는지 보여주는 행사가 다흘렌부르크(Dahlenburg)에서 2년마다 개최된다. 이 도시에 있는 하이마트 박물관(Heimatmuseum)에는 1,500개의 주석 병사 모형을 통해 당시 전투를 보여주는 디오라마가 전시되어 있다.